# FYI
FYI — For Your Information (укр. до Вашого відома) — абревіатура, частина культури інтернет-сленгу.
«FYI» використовується в електронному листуванні, як правило, неділовому. Цією абревіатурою позначають листи як інформаційні, щоб показати читачеві, що це може бути йому цікаво, проте не потребує від нього зворотної дії, відповіді. Абревіатура використовується і в неформальних, і в бізнес розмовах.
Використання «FYI» простежується принаймні з 1941 року.
Є й інші варіанти тлумачення акроніма, в тому числі й нецензурні.